# Бабаєв Володимир Миколайович
Баба́єв Володи́мир Микола́йович (нар. 10 січня 1952, Харків) — український фахівець у галузях будівництва та державного управління, громадсько-політичний діяч, ректор Харківського національного університету міського господарства імені О. М. Бекетова (2011—2025). Доктор наук з державного управління (2005), професор (2005), академік Академії будівництва України (2011), академік та перший віцепрезидент Інженерної академії України (2013), Заслужений будівельник України (1997), лауреат Державної премії України в галузі архітектури (1999), лауреат Державної премії України в галузі науки і техніки (2020). Повний кавелер ордена «За заслуги» (2004, 2007, 2009), почесний громадянин м. Харкова (2010).

## Біографія

### Ранні роки та освіта
Народився Володимир Миколайович Бабаєв 10 січня 1952 р. у Харкові.
Батько — Микола Антонович Бабаєв, працював слюсарем-електрозварником на Харківському електромеханічному заводі. Мати — Олександра Тихонівна Бабаєва (Самойлова), була галтувальницею на Харківському велосипедному заводі.
Дитинство та юність провів у Харкові, навчався в загальноосвітній школі № 72 (1959—1969), де захопився футболом. У 1960 р. увійшов до складу дитячої футбольної команди. З 15 років грав у юнацькій збірній УРСР, а згодом — у командах майстрів «Торпедо» ХТЗ та «Металіст» Харків.
У 1970—1975 рр. навчався на факультеті Промислового та цивільного будівництва Харківського інженерно-будівельного інституту (нині — Харківський національний університет будівництва і архітектури).

### Професійна діяльність
Після закінчення вищого навчального закладу розпочав професійну діяльність на Домобудівельному комбінаті № 1 комбінату «Харківжитлобуд», де у 1975 р. працював майстром зміни формувального цеху № 2, а також виконував обов’язки заступника начальника формувального цеху протягом 1975—1976 рр.
У 1976—1978 рр. проходив строкову службу в армії. Після демобілізації повернувся до роботи у будівельній галузі. У 1978—1981 рр. був начальником формувального цеху № 1 Домобудівельного комбінату № 1. Протягом 1981—1984 рр. працював головним інженером заводу «Буддеталь». У 1984 р. нетривалий час обіймав посаду головного інженера будівельного управління «Машбуд-1» тресту «Промбуд-2».
У тому ж році перейшов на роботу до Харківського міського комітету Комуністичної партії України (КПУ), де став інструктором відділу будівництва і міського господарства. У 1986 р. очолив зазначений відділ, а в 1988 р. був призначений заступником завідувача соціально-економічного відділу. У 1989—1990 рр. працював інструктором Харківського обласного комітету КПУ.
З 1991 р. до 1995 р. займав керівні посади у Проєктно-промисловому будівельному об'єднанні ХДБК-1: заступника начальника з промислового виробництва, головного інженера, а згодом — першого заступника генерального директора.

### Громадсько-політична діяльність
У 1986 р. та 1990 р. обирався депутатом Харківської міської ради XI та XII скликань відповідно.
У 1995—1997 рр. — начальник Головного управління (ГУ) містобудування та архітектури виконавчого комітету Харківської міської ради. У 1997—1998 рр. працював заступником міського голови, керував тим самим ГУ. У 1998—2005 рр. був першим заступником міського голови з питань діяльності виконавчих органів Харківської міськради.
У 1999 р. увійшов до складу Міжвідомчої державної комісії з питань реформування житлово-комунального господарства України. У 2000 р. був обраний головою Харківської обласної федерації футболу.
У 2003 р. призначений членом Міжвідомчої робочої групи з питань фінансування проєктів місцевого розвитку без надання державної гарантії, а також членом колегії Міністерства будівництва, архітектури та житлово-комунального господарства України (згодом — Міністерства регіонального розвитку та будівництва України).
У 2005—2011 рр. був першим заступником голови Харківської обласної державної адміністрації, очолював Харківську обласну комісію з питань техногенно-екологічної безпеки та надзвичайних ситуацій. У 2010 р. увійшов до складу Міжвідомчої комісії з питань створення джерела нейтронів.
У 2020 р. був обраний депутатом Харківської обласної ради VIII скликання.

### Академічна кар'єра
У 1999 р. захистив кандидатську дисертацію за спеціальністю 05.23.08 — технологія промислового та цивільного будівництва. Науково-викладацьку діяльність розпочав у 2000 р. у Харківській державній академії міського господарства (нині — ХНУМГ ім. О. М. Бекетова) на посаді доцента кафедри містобудування. У 2002 р. отримав вчене звання доцента.
У 2004 р. захистив докторську дисертацію зі спеціальності 25.00.04 — місцеве самоврядування. У 2005 р. призначений на посаду завідувача кафедри управління проєктами в міському господарстві і будівництві Харківської національної академії міського господарства (нині — ХНУМГ ім. О. М. Бекетова).
У 2011 р. був обраний ректором Харківської національної академії міського господарства. 19 грудня 2018 року колектив Харківського національного університету міського господарства імені О. М. Бекетова затвердив кандидатуру В. М. Бабаєва на другий термін на посаді ректора Університету.
У 2021 р. обраний головою Ради ректорів закладів вищої освіти ІІІ-IV рівнів акредитації Харківського регіону.
У березні 2025 р. передав повноваження ректора ХНУМГ ім. О. М. Бекетова та залишився працювати на посаді голови Вченої ради Університету.

## Ректор університету та розвиток ХНУМГ ім. О. М. Бекетова
19 жовтня 2011 р. на конференції трудового колективу Харківської національної академії міського господарства професора Володимира Миколайовича Бабаєва було обрано ректором навчального закладу.
У 2013 р. Академія під керівництвом В. М. Бабаєва досягла важливої віхи у своєму розвитку — отримала статус Університету та ім'я видатного харківського архітектора Олексія Миколайовича Бекетова.
У цей час ХНУМГ ім. О. М. Бекетова активно співпрацює з провідними університетами Німеччини, Великої Британії, Італії, Франції, Польщі, Чехії, Сербії та Канади. Університет є членом Міжнародної асоціації університетів, Мережі інститутів та шкіл державного управління країн Центральної та Східної Європи (NISPAcee), бере участь у міжнародних грантових програмах. Він також входить до складу наукового парку «Наукоград-Харків», створеного за підтримки НАН України та Міністерства освіти і науки України, та є активним учасником Національної мережі трансферу технологій.
У період 2013—2016 рр. в Університеті відкрито Українсько-канадський, Українсько-польський та Українсько-ліванський культурно-освітні центри. За участі партнерів з Бельгії, Німеччини, Чехії, Польщі, США створено сучасні науково-дослідні й освітньо-виробничі центри й лабораторії, серед яких Науково-дослідний центр світлотехнічних вимірювань, науково-навчальна Лабораторія світлового дизайну, центр «Сучасні технології в енергетиці», навчальний центр Delcam.
У 2014 р. в університеті відкрито Бізнес-інкубатор для студентів за підтримки польських партнерів — Фундації польсько-української співпраці (ПАУСІ), ГО «Європейського інституту нерухомості» та Академії AGH у Кракові в рамках Міжрегіональної програми Європейського сусідства і партнерства SUCSID — TEMPUS.
У вересні 2015 р. в ХНУМГ ім. О. М. Бекетова відкрито архітектурно-художні майстерні ARHOUSE — унікальну освітню лабораторію з підготовки архітекторів, що включає спеціалізовані майстерні, лабораторії, комп’ютерні класи, студентське архітектурно-проєктне бюро та виставкові зали.
У липні—грудні 2015 р. університет реалізував проєкт «Ефективне управління енергією — перший крок до Зеленого університету» у партнерстві з ГО «Грінкубатор» та за фінансової підтримки посольства Республіки Польща у Києві, в межах якого було створено сонячну електростанцію потужністю 20 кВт та модернізовано систему опалення адміністративно-навчальної будівлі, що стало початком переходу до використання альтернативної енергії.
Із червня 2016 р. ХНУМГ ім. О. М. Бекетова приєднався до проєкту ELibUkr, який відкрив доступ до світових наукових ресурсів та сприяв інтеграції університетської науки в міжнародний простір.
30 серпня 2016 р. в університеті відкрито пам'ятник Олексію Миколайовичу Бекетову — видатному архітектору і педагогу, ім'я якого нерозривно пов'язане з історією закладу.
За час перебування В. М. Бабаєва на посаді ректора Університет досяг значних успіхів, здобувши низку престижних нагород і відзнак. У 2012 р. на IV Національній виставці-презентації «Інноватика в сучасній освіті» заклад отримав диплом за активне впровадження інноваційних освітніх технологій та золоту медаль у номінації «Розробка та створення сучасних технічних засобів навчання для впровадження в освітню практику». У 2013 р. Університет був удостоєний дипломів у номінаціях «Міжнародна діяльність» та за вагомий внесок у розвиток національної освіти, а також золотої медалі у номінації «Створення та упровадження електронних навчально-методичних комплексів, рейтингових систем, обладнання, продуктів, програм та рішень для системи освіти» на IV Міжнародній виставці «Сучасні заклади освіти — 2013». Того ж року у межах Національної виставки-презентації «Інноватика в сучасній освіті» заклад здобув почесне звання «Лауреат конкурсу» І ступеня у номінаціях «Організаційне і науково-методичне забезпечення упровадження електронних засобів у практику діяльності закладів післядипломної освіти» та «Упровадження інновацій у презентацію діяльності вищого навчального закладу в інтернет-просторі».
У 2014 р. університет отримав Гран-прі у номінації «Лідер вищої освіти України» на V Міжнародній виставці «Сучасні заклади освіти — 2014», а також почесне звання «Лауреат конкурсу» І ступеня у номінації «Хмарні технології» в освіті — нові компетенції у сфері ІКТ» на VI Міжнародному форумі-презентації «Інноватика в сучасній освіті». У 2015 р. на VI Міжнародній виставці «Сучасні заклади освіти — 2015» університет був удостоєний Гран-прі у номінації «Лідер наукової та науково-технічної діяльності», золотої медалі у номінації «Упровадження інформаційно-комунікаційних технологій у навчальну, наукову та управлінську діяльність навчального закладу», диплома за творчу працю з підвищення якості національної освіти і сертифіката якості наукових публікацій.
У 2016 р. університет підтвердив свій високий статус, здобувши Гран-прі «Лідер вищої освіти України» на VII Міжнародній виставці «Сучасні заклади освіти — 2016».

## Науково-педагогічна діяльність
Наукова кар'єра Володимира Миколайовича Бабаєва розпочалася у 1990-х роках і охоплювала кілька етапів еволюції його наукових інтересів — від технічних аспектів будівництва до складних проблем муніципального і регіонального управління.
Спочатку його дослідницька діяльність була зосереджена на тематиці будівництва (1994—1997 рр.) У 1999 р. він захистив кандидатську дисертацію «Дослідження та розробка технологічних рішень зведення тонкостінних вторинних обробок при відновленні каналізаційних колекторів», запропонувавши методику розрахунку тиску пресування бетонної суміші з використанням пристрою радіально-осьового пресування власної конструкції.
Із 2000 р. працював у Харківській державній академії міського господарства (нині — ХНУМГ ім. О. М. Бекетова), викладав дисципліни «Системна організація професійної діяльності», «Прийняття проектних рішень», «Управління муніципальними та державними проектами і програмами». У 2004 р. захистив докторську дисертацію «Підвищення ефективності управління великим містом у структурі державного управління», присвятивши її розробці інноваційних підходів до оптимізації діяльності органів місцевого самоврядування в умовах обмежених ресурсів.
Із 2005 р. наукові інтереси В. М. Бабаєва охоплювали питання регіонального розвитку, адміністративно-територіальної реформи, державної регіональної політики, методології проєктного менеджменту, застосування інструментарію проєктного менеджменту для управління великими містами та регіонами, реконструкції міського середовища, впровадження енергоефективних технологій у житлово-комунальне господарство, забезпечення надання муніципальних послуг. Практичний досвід у сфері місцевого самоврядування, зокрема на посаді першого заступника голови облдержадміністрації, став основою для його подальших наукових розробок.
В. М. Бабаєв є автором і співавтором понад 370 наукових праць, зокрема 30 монографій, понад 280 наукових статей і тез доповідей, опублікованих у вітчизняних та закордонних виданнях, 42 навчально-методичних видань і 21 винаходу. Серед основних праць — «Практика муніципального управління» (2002), «Підвищення ефективності місцевого самоврядування в Харкові на основі науково-технічного, соціально-економічного і кадрового потенціалу міста» (2003), «Управління міським господарством: теоретичні та прикладні аспекти» (2004), «Адміністративно-територіальний устрій та сталий розвиток регіону (концептуальні основи та методологія)» (2006), «Управління проектами» (2006). Окрема лінія наукової діяльності стосується підготовки кадрів для органів місцевого самоврядування та комунальних підприємств, що відображено у працях «Проблеми формування особистості лідера» (2000), «Психодіагностика в муніципальній кадровій політиці» (2003), «Організаційна культура керівника» (2005).
В. М. Бабаєв входить до складу редакційних колегій наукових видань: «Комунальне господарство міст» (відповідальний редактор), «Світлотехніка та електроенергетика» (голова редакційної ради), «Філософія спілкування: філософія, психологія, соціальна комунікація» (член координаційної ради), «Экология и промышленность» (член спілки журналістів), «Энергетика. Энергосбережение. Энергоаудит» (голова редакційної ради).
У різні роки був обраний членом спеціалізованих вчених рад Харківського регіонального інституту державного управління Національної академії державного управління при Президентові України, Харківського національного університету імені В. Н. Каразіна та Одеського регіонального інституту державного управління Національної академії державного управління при Президентові України.

## Будівельник
Протягом 1975—1995 рр. В. М. Бабаєв працював у будівельній галузі на Харківському ДБК-1, де пройшов шлях від майстра зміни до першого заступника генерального директора. Після цього у 1984—2011 рр. він керував проєктами з будівництва та реконструкції об'єктів Харкова та області, обіймаючи керівні посади в органах місцевого самоврядування і державного управління.
Під керівництвом В. М. Бабаєва здійснювалося будівництво та реконструкція низки промислових підприємств Харкова, серед яких спеціалізований конструкторсько-виробничий комплекс Харківського моторобудівного заводу «Серп і молот», Харківський велосипедний завод імені Г. І. Петровського та пивзавод «Рогань». Значну увагу приділялося також розвитку об'єктів культурного і спортивного призначення: були проведені роботи у Харківському академічному театрі опери та балету імені М. В. Лисенка, Харківському державному академічному російському драматичному театрі імені О. С. Пушкіна, Харківській обласній філармонії, на стадіоні «Металіст», у Палаці спорту «Локомотив» імені Г. М. Кірпи, а також у Будинку побуту «Центральний» на вулиці Полтавський Шлях. Він також брав участь у будівництві Олексіївської лінії Харківського метрополітену, багатьох об'єктів житлово-комунального господарства та міської інфраструктури.
У межах підготовки до святкування 350-річчя Харкова В. М. Бабаєв керував реконструкцією Будинку державної промисловості (Держпрому), Харківського державного зоологічного парку, проспекту Леніна та вулиці Шевченка, фонтану «Каскад» у саду імені Т. Г. Шевченка та фонтану-альтанки «Дзеркальний струмінь».
У 1999 р. за його ініціативи у Харкові проведено реконструкцію п’ятиповерхового житлового будинку на проспекті Маршала Жукова, 21 без відселення мешканців — перший такий проєкт в Україні. У межах реконструкції здійснено посилення основи та фундаментів, часткову заміну інженерних мереж і комунікацій, встановлення систем обліку водо- і теплопостачання, реконструкцію фасаду, утеплення зовнішніх стін, добудову господарських приміщень, надбудову шостого поверху з облаштуванням 12 додаткових квартир.
За значний внесок у реалізацію проєктів будівництва та реконструкції об'єктів у Харкові, регіоні та країні В. М. Бабаєв був удостоєний почесного звання «Заслужений будівельник України» (1997), став лауреатом Державної премії України в галузі архітектури (1999) та нагороджений орденом «За заслуги» ІІІ (2004), ІІ (2007) і І ступенів (2009).

## Керуючи Харковом
У 1998—2005 рр. В. М. Бабаєв працював на посаді першого заступника Харківського міського голови з питань діяльності виконавчих органів міської ради. У цей період його діяльність як муніципального управлінця набула нового масштабу. Він був одним з ініціаторів впровадження спеціального режиму інвестиційної діяльності в місті Харкові, виступив з ідеєю створення «енергоострова» Північного регіону України для зниження енергозалежності та запобігання повторенню енергетичної кризи 1990-х рр. Послідовно підтримував ідею формування урядового комітету з регіональної політики.
У 1995 р. брав участь у ліквідації надзвичайної ситуації на Диканівській головній каналізаційній насосній станції (ГКНС), а також керував ліквідацією аварії на магістральному газогоні в районі Залютине міста Харкова.
В. М. Бабаєв був співавтором та керівником низки загальноміських програм розвитку Харкова, що реалізовувалися у співпраці з провідними ЗВО міста: Національним технічним університетом «Харківський політехнічний інститут», Харківською національною академією міського господарства, Національною юридичною академією імені Ярослава Мудрого, Харківським регіональним інститутом державного управління Національної академії державного управління при Президентові України. Під його керівництвом були розроблені та впроваджені такі документи і програми, як Генеральний план м. Харкова до 2026 р., Статут територіальної громади м. Харкова, Програма підвищення ефективності місцевого самоврядування на основі інтелектуального потенціалу м. Харкова, Методика контролю та оцінки ефективності діяльності виконавчих органів Харківської міської ради, Програма розвитку і реформування житлово-комунального господарства м. Харкова на 2003—2010 рр., Програма розвитку системи поводження з твердими побутовими відходами у м. Харкові та інші. Також він брав участь у розробці Законів України «Про Загальнодержавну програму реформування і розвитку житлово-комунального господарства на 2004—2010 роки» (2004) та «Про житлово-комунальні послуги» (2004).

## На державній службі
Із 2005 р. Володимир Бабаєв обіймав посаду першого заступника голови Харківської обласної державної адміністрації, координуючи кілька ключових напрямів розвитку регіону. До його компетенції входили питання промисловості, паливно-енергетичного комплексу, транспорту, зв'язку, житлово-комунального господарства та соціальної інфраструктури. Зокрема, за його участі проводилася реконструкція систем теплопостачання у м. Первомайський, смт Ківшарівка та смт Краснопавлівка, будувалися і модернізувалися спортивні зали у школах Сахновщинського, Золочівського та Богодухівського районів, а також медичні заклади у м. Богодухів, м. Дергачі, м. Чугуїв, м. Ізюм та смт Дворічна.
З липня 2005 р. В. М. Бабаєв обіймав посаду голови Харківської обласної комісії з питань техногенно-екологічної безпеки та надзвичайних ситуацій. У цьому статусі він керував штабами ліквідації надзвичайних ситуацій різного ступеня складності у низці міст області — Ізюмі, Лозовій, Куп'янську, Первомайському, а також брав активну участь у подоланні наслідків Алчевської трагедії взимку 2006 р.
Упродовж 2005—2006 рр. очолював Харківську обласну робочу групу з підготовки заходів щодо проведення адміністративно-територіальної реформи, а в 2010—2011 рр. — Харківський регіональний комітет з економічних реформ. З-поміж його ініціатив — створення міеістерства, відповідального за регіональний розвиток та реалізацію державної регіональної політики. У 2010 р. ця ініціатива була втілена як Міністерство регіонального розвитку та будівництва України.
Значну увагу Володимир Бабаєв приділяв збереженню національної культурної спадщини. Він зробив особистий внесок у відновлення Національного історико-культурного заповідника «Гетьманська столиця» у селищі Батурині Чернігівської області. До 300-х роковин Батуринської трагедії у 2008 р. під його керівництвом була відбудована Замкова церква Воскресіння Господнього.
Його професійна діяльність на державній службі здобула високу оцінку громадськості. За рішенням відповідних міських рад йому було присвоєно звання «Почесного громадянина» міст Первомайський (2008), Богодухів (2008) і Лозова (2016) Харківської області, а також м. Харкова (2010).

## Футбол у житті В. М. Бабаєва
Футбол завжди посідав важливе місце в житті Володимира Бабаєва. Гра в дитячій футбольній команді на початку 1960-х рр. із захоплення поступово переросла у спортивну кар'єру. У 1967—1969 рр. він виступав за команду майстрів «Торпедо» Харківського тракторного заводу та захищав кольори юнацької збірної УРСР. У 1970 р. його було запрошено до складу харківського «Металіста», де він грав на позиції нападника. Залишивши професійний футбол у 1975 р., він присвятив себе будівельній справі, однак футбольне життя Харкова залишалося у полі його уваги.
У 2000 р. на звітно-виборчій конференції Володимира Бабаєва було обрано головою Харківської обласної федерації футболу (ХОФФ). З цього часу його діяльність позначилася активною підтримкою й стратегічним розвитком регіонального футболу. За його ініціативи у 2001 р. в саду імені Тараса Шевченка в Харкові встановлено пам'ятник футбольному м'ячу — перший в Україні.
У 2008 р. він очолив обласний Організаційний комітет з підготовки Харкова та області до проведення фінальної частини матчів Чемпіонату Європи з футболу ЄВРО-2012. У 2012 р. за його участі розроблено програму розвитку футболу в Харківській області на 2013—2017 рр. Документ передбачав підтримку дитячо-юнацького та жіночого футболу, створення фонду для ветеранів і спортсменів з інвалідністю, а також будівництво й реконструкцію стадіонів, зокрема шкільних спортивних майданчиків.
Як голова ХОФФ, В. М. Бабаєв активно просував проєкти «Наше майбутнє», «Даруємо радість дітям», займався розробкою і реалізацією обласних програм з упровадження турніру «Шкіряний м'яч», а також був ініціатором створення Дитячо-юнацької футбольної ліги (ДЮФЛ) Харківщини.

## Нагороди
Ордени:
- Повний кавалер ордена «За заслуги» ІІІ, ІІ, І ступенів (2004[44], 2007[45][54], 2009[46])
- Орден «Інженерна Слава» за видатні заслуги перед Міжнародним науково-інженерним товариством (2011)
- Орден «Святого Рівноапостольного князя Володимира Великого» ІІІ, ІІ, І ступенів (1999, 2003, 2006)
- Орден «Різдво Христове» IV ступеня (2000)
- Орден «Преподобного Нестора Літописця» ІІ ступеня (2004)
- Орден «Преподобного Іллі Муромця» ІІІ ступеня (2007)
- Ювілейний орден «1020-річчя Хрещення Київської Русі» (2009)
- Орден «Святого великомученика Георгія Побідоносця» (2011)

Медалі:
- «60 років Збройних сил СРСР» (1978)
- «Покровитель місць народної пам’яті» Республіки Польща (2010)
- Ювілейна медаль «Харківський собор — 10 років» І ступеня (2002)
- «Святителя Мелетія Архієпископа Харківського» ІІ ступеня (2013)[55]
- «Святого рівноапостольного князя Володимира» (2016)
- Срібна медаль імені А. М. Підгорного Президії Інженерної академії наук (2022)[56]
- Пам'ятна медаль «За оборону міста-героя Харків» (2022)

Почесні звання:
- «Ветеран праці ДБК-1» (1995)
- «Заслужений будівельник України» (1997)[6]
- Лауреат Державної премії України в галузі архітектури (1999)[7]
- Лауреат Державної премії України в галузі науки і техніки (2020)[8]
- Почесний професор ХНАМГ (2008)
- Почесний громадянин м. Первомайський Харківської області (2008)[48]
- Почесний громадянин м. Богодухова Харківської області (2008)[49]
- Почесний громадянин м. Харкова (2010)[9][10]
- Почесний громадянин м. Лозова (2017)[50]
- Почесний професор інститута ім. І. І. Мечникова (2012)
- Почесний академік Національної академії педагогічних наук України (2021)[57]

Почесні знаки:
- Відмінник освіти України (2019)
- Почесний знак Федерації профспілок України «За розвиток соціального партнерства» (2019)

Почесні грамоти:
- Почесна грамота Кабінету Міністрів України (2003)[58]
- Почесна грамота Верховної Ради України (2004)
- Почесна грамота Міністерства з питань надзвичайних ситуацій техногенного та природного характеру (2008)
- Почесна грамота Міністерства освіти і науки України (2013)
- Почесна грамота Харківської міської ради за вагомий особистий внесок у соціально-економічний розвиток міста, місцевого самоврядування (2009)
- Почесна грамота IV Міжнародної виставки «Сучасні заклади освіти – 2013» (2013)[37]
- Почесна грамота VI Міжнародної виставки «Сучасні заклади освіти – 2015» (2015)[41]
- Грамота Харківської обласної державної адміністрації (2007)
- Грамота Харківської обласної ради (2007)
- Грамота Іоанна Павла ІІ (2009)
- Почесний диплом лауреата «За розробку та упровадження системи забезпечення якості освітньої діяльності вищого навчального закладу на платформі BUSINESS STUDIO» (2016)[59]

Відзнаки:
- Нагороджений іменним годинником від харківської футбольної громадськості з нагоди 100-річчя харківського футболу (2008)[60]
- Почесна відзнака Харківської обласної ради «Слобожанська слава» (2012)[61]
- Подяка IV Національної виставки-презентації «Інноватика в сучасній освіті» (2012)[36]
- Пам'ятна відзнака НАН України на честь 100-річчя Національної академії наук України (2018)[62]
- Пам'ятна відзнака Національного наукового центру «Інститут судових експертиз ім. Засл. проф. М. С. Бокаріуса» (2023)[63]
- Лауреат Всеукраїнської літературно-мистецької премії «Київська книга року» у номінації «Енциклопедична та довідкова література у галузі будівництва» (2024)[64]